# 呂珮琳
呂珮琳（英語：Elsie Lui Pui Lam，1993年9月29日—），藝名Elsie，香港商業電台叱咤903節目主持及舞台劇演員。現時於叱咤903主持《Bad Girl佬》及《艾爾絲懷疑仙境》。

## 簡歷
呂珮琳在寶血女子中學畢業，後來升讀並在香港城市大學工業工程系畢業。

### 電台節目
- 《Bad Girl佬》
- 《艾爾絲懷疑仙境》
- 《EL時》

## 演出

### 舞台劇
- 2017：《那年盛夏的畢業禮》[4]
- 2019：《最好的時光》[5]
- 2024：《遺憾收藏館》903舞台劇[6]

### 電視節目（ViuTV）
- 2022年：《囝囝女女730》第239集嘉賓
- 2022年：《Auntie妳好》第24集、第29集、第33集嘉賓
- 2023年：《究食狩獵王》主持
- 2023年：《全星暑假−夏の競技》第4集主持
- 2023年：《擊戰 2》主持
- 2023年：《準時開飯》第157集嘉賓

## 外部連結
- Elsie｜DJ主持｜商業電台881903.com （页面存档备份，存于）
- 呂珮琳的Facebook專頁
- 呂珮琳的Instagram帳戶
- 呂珮琳的Telegram群組